# Liste der Gefäßpflanzen Deutschlands/G
- Gagelstrauch (Myrica gale) - Familie: Myricaceae
- Gamander, Berg- (Teucrium montanum) - Familie: Lamiaceae
- Gamander, Edel- (Teucrium chamaedrys) - Familie: Lamiaceae
- Gamander, Knoblauch- (Teucrium scordium) - Familie:Lamiaceae
- Gamander, Salbei- (Teucrium scorodonia) - Familie: Lamiaceae
- Gamander, Trauben- (Teucrium botrys) - Familie: Lamiaceae
- Gämskresse, Alpen- (Pritzelago alpina) - Familie: Brassicaceae
- Gänseblümchen (Bellis perennis) - Familie: Asteraceae
- Gänsedistel, Acker- (Sonchus arvensis) - Familie:Asteraceae
- Gänsedistel, Kohl- (Sonchus oleraceus) - Familie: Asteraceae
- Gänsedistel, Raue (Sonchus asper) - Familie: Asteraceae
- Gänsedistel, Sumpf- (Sonchus palustris) - Familie: Asteraceae
- Gänsefuß, Australischer (Chenopodium pumilio) - Familie: Chenopodiaceae
- Gänsefuß, Bastard- (Chenopodium hybridum) - Familie: Chenopodiaceae
- Gänsefuß, Bocks- (Chenopodium hircinum) - Familie: Chenopodiaceae
- Gänsefuß, Dickblättriger (Chenopodium botryodes) - Familie:Chenopodiaceae
- Gänsefuß, Feigenblättriger (Chenopodium ficifolium) - Familie: Chenopodiaceae
- Gänsefuß, Gestreifter (Chenopodium strictum) - Familie:Chenopodiaceae
- Gänsefuß, Graugrüner (Chenopodium glaucum) - Familie: Chenopodiaceae
- Gänsefuß, Klebriger (Chenopodium botrys) - Familie: Chenopodiaceae
- Gänsefuß, Mauer- (Chenopodium murale) - Familie: Chenopodiaceae
- Gänsefuß, Roter (Chenopodium rubrum) - Familie:Chenopodiaceae
- Gänsefuß, Schneeballblättriger (Chenopodium opulifolium) - Familie: Chenopodiaceae
- Gänsefuß, Schraders (Chenopodium schraderianum) - Familie: Chenopodiaceae
- Gänsefuß, Schwedischer (Chenopodium suecicum) - Familie: Chenopodiaceae
- Gänsefuß, Stinkender (Chenopodium vulvaria) - Familie: Chenopodiaceae
- Gänsefuß, Straßen- (Chenopodium urbicum) - Familie: Chenopodiaceae
- Gänsefuß, Vielsamiger (Chenopodium polyspermum) - Familie: Chenopodiaceae
- Gänsefuß, Weißer (Chenopodium album) - Familie: Chenopodiaceae
- Gänsekresse, Alpen- (Arabis alpina) - Familie: Brassicaceae
- Gänsekresse, Armblütige (Arabis pauciflora) - Familie: Brassicaceae
- Gänsekresse, Behaarte (Arabis hirsuta) - Familie:Brassicaceae
- Gänsekresse, Blaue (Arabis caerulea) - Familie: Brassicaceae
- Gänsekresse, Doldige (Arabis ciliata) - Familie: Brassicaceae
- Gänsekresse, Flachschotige (Arabis nemorensis) - Familie:Brassicaceae
- Gänsekresse, Glänzende (Arabis soyeri) - Familie: Brassicaceae
- Gänsekresse, Hügel- (Arabis collina) - Familie: Brassicaceae
- Gänsekresse, Kaukasische (Arabis caucasica) - Familie:Brassicaceae
- Gänsekresse, Öhrchen- (Arabis auriculata) - Familie: Brassicaceae
- Gänsekresse, Pfeilblättrige (Arabis sagittata) - Familie:Brassicaceae
- Gänsekresse, Turm- (Arabis turrita) - Familie: Brassicaceae
- Gänsekresse, Zwerg- (Arabis bellidifolia) - Familie: Brassicaceae
- Gauchheil, Acker- (Anagallis arvensis) - Familie: Primulaceae
- Gauchheil, Blauer (Anagallis foemina) - Familie: Primulaceae
- Gauchheil, Zarter (Anagallis tenella) - Familie: Primulaceae
- Gauklerblume, Gelbe (Mimulus guttatus) - Familie: Phrymaceae
- Gauklerblume, Moschus- (Mimulus moschatus) - Familie: Phrymaceae
- Geißbart, Wald- (Aruncus dioicus) - Familie: Rosaceae
- Geißblatt, Wald- (Lonicera periclymenum) - Familie: Caprifoliaceae
- Geißblatt, Wohlriechendes (Lonicera caprifolium) - Familie: Caprifoliaceae
- Geißklee, Kopf- (Chamaecytisus supinus) - Familie: Fabaceae
- Geißklee, Regensburger (Chamaecytisus ratisbonensis) - Familie: Fabaceae
- Geißklee, Schwarzwerdender (Cytisus nigricans) - Familie: Fabaceae
- Geißraute (Galega officinalis) - Familie: Fabaceae
- Gelbdolde, Stängelumfassende (Smyrnium perfoliatum) - Familie: Apiaceae
- Gelbling, Alpen- (Sibbaldia procumbens) - Familie: Rosaceae
- Gelbsegge, Grünliche (Carex demissa) - Familie:Cyperaceae
- Gelbstern, Acker- (Gagea villosa) - Familie: Liliaceae
- Gelbstern, Felsen- (Gagea bohemica) - Familie: Liliaceae
- Gelbstern, Kleiner (Gagea minima) - Familie: Liliaceae
- Gelbstern, Pommerscher (Gagea pomeranica) - Familie:Liliaceae
- Gelbstern, Röhriger (Gagea fragifera) - Familie: Liliaceae
- Gelbstern, Scheiden- (Gagea spathacea) - Familie: Liliaceae
- Gelbstern, Wald- (Gagea lutea) - Familie: Liliaceae
- Gelbstern, Wiesen- (Gagea pratensis) - Familie:Liliaceae
- Gemswurz, Gletscher- (Doronicum glaciale) - Familie:Asteraceae
- Gemswurz, Großblütige (Doronicum grandiflorum) - Familie: Asteraceae
- Gemswurz, Herzblättrige (Doronicum columnae) - Familie: Asteraceae
- Gemswurz, Kriechende (Doronicum pardalianches) - Familie: Asteraceae
- Gemswurz, Österreichische (Doronicum austriacum) - Familie: Asteraceae
- Germer, Weißer (Veratrum album) - Familie: Melanthiaceae
- Gerste, Mähnen- (Hordeum jubatum) - Familie: Poaceae
- Gerste, Mäuse- (Hordeum murinum) - Familie: Poaceae
- Gerste, Roggen- (Hordeum secalinum) - Familie: Poaceae
- Gerste, Strand- (Hordeum marinum) - Familie:Poaceae
- Getreidemiere (Spergularia segetalis) - Familie: Caryophyllaceae
- Giersch (Aegopodium podagraria) - Familie: Apiaceae
- Giftbeere (Nicandra physalodes) - Familie: Solanaceae
- Gilbweiderich, Gewöhnlicher (Lysimachia vulgaris) - Familie: Primulaceae
- Gilbweiderich, Hain- (Lysimachia nemorum) - Familie: Primulaceae
- Gilbweiderich, Punktierter (Lysimachia punctata) - Familie: Primulaceae
- Gilbweiderich, Straußblütiger (Lysimachia thyrsiflora) - Familie: Primulaceae
- Ginster, Behaarter (Genista pilosa) - Familie: Fabaceae
- Ginster, Deutscher (Genista germanica) - Familie: Fabaceae
- Ginster, Englischer (Genista anglica) - Familie: Fabaceae
- Ginster, Färber- (Genista tinctoria) - Familie: Fabaceae
- Ginster, Gestreifter (Cytisus striatus) - Familie: Fabaceae
- Gipskraut, Büscheliges (Gypsophila fastigiata) - Familie:Caryophyllaceae
- Gipskraut, Durchwachsenblättriges (Gypsophila perfoliata) - Familie: Caryophyllaceae
- Gipskraut, Kriechendes (Gypsophila repens) - Familie: Caryophyllaceae
- Gipskraut, Mauer- (Gypsophila muralis) - Familie: Caryophyllaceae
- Gipskraut, Rispiges (Gypsophila paniculata) - Familie: Caryophyllaceae
- Gipskraut, Schwarzwurzel- (Gypsophila scorzonerifolia) - Familie: Caryophyllaceae
- Glanzgras, Rohr- (Phalaris arundinacea) - Familie: Poaceae
- Glanzkraut, Sumpf- (Liparis loeselii) - Familie: Orchidaceae
- Glaskraut, Aufrechtes (Parietaria officinalis) - Familie: Urticaceae
- Glaskraut, Mauer- (Parietaria judaica) - Familie: Urticaceae
- Glaskraut, Pennsylvanisches (Parietaria pensylvanica) - Familie: Urticaceae
- Glatthafer (Arrhenatherum elatius) - Familie: Poaceae
- Glockenblume, Acker- (Campanula rapunculoides) - Familie: Campanulaceae
- Glockenblume, Alpen- (Campanula alpina) - Familie: Campanulaceae
- Glockenblume, Bärtige (Campanula barbata) - Familie: Campanulaceae
- Glockenblume, Bologneser (Campanula bononiensis) - Familie: Campanulaceae
- Glockenblume, Borstige (Campanula cervicaria) - Familie: Campanulaceae
- Glockenblume, Breitblättrige (Campanula latifolia) - Familie: Campanulaceae
- Glockenblume, Büschel- (Campanula glomerata) - Familie: Campanulaceae
- Glockenblume, Fremde (Campanula gentilis) - Familie: Campanulaceae
- Glockenblume, Gewöhnliche Rundblättrige (Campanula rotundifolia) - Familie: Campanulaceae
- Glockenblume, Lanzettblättrige (Campanula baumgartenii) - Familie: Campanulaceae
- Glockenblume, Lauchhederichblättrige (Campanula alliariifolia) - Familie: Campanulaceae
- Glockenblume, Marien- (Campanula medium) - Familie: Campanulaceae
- Glockenblume, Nesselblättrige (Campanula trachelium) - Familie: Campanulaceae
- Glockenblume, Pfirsichblättrige (Campanula persicifolia) - Familie: Campanulaceae
- Glockenblume, Rapunzel- (Campanula rapunculus) - Familie: Campanulaceae
- Glockenblume, Rautenblättrige (Campanula rhomboidalis) - Familie: Campanulaceae
- Glockenblume, Scheuchzers (Campanula scheuchzeri) - Familie: Campanulaceae
- Glockenblume, Sibirische (Campanula sibirica) - Familie: Campanulaceae
- Glockenblume, Strauß- (Campanula thyrsoides) - Familie: Campanulaceae
- Glockenblume, Vielgestaltige (Campanula polymorpha) - Familie:Campanulaceae
- Glockenblume, Wiesen- (Campanula patula) - Familie: Campanulaceae
- Glockenblume, Zwerg- (Campanula cochleariifolia) - Familie: Campanulaceae
- Gnadenkraut, Gottes- (Gratiola officinalis) - Familie: Plantaginaceae
- Golddistel (Carlina vulgaris) - Familie: Asteraceae
- Goldhafer, Ähren- (Trisetum spicatum) - Familie: Poaceae
- Goldhafer, Alpen- (Trisetum alpestre) - Familie: Poaceae
- Goldhafer, Wiesen- (Trisetum flavescens) - Familie: Poaceae
- Goldhafer, Zweizeiliger (Trisetum distichophyllum) - Familie: Poaceae
- Goldhahnenfuß (Artengruppe) (Ranunculus auricomus agg.) - Familie: Ranunculaceae - Artenliste Gold-Hahnenfuß
- Goldlack (Erysimum cheiri) - Familie: Brassicaceae
- Goldnessel, Berg- (Lamium montanum) - Familie:Lamiaceae
- Goldnessel, Blaßgelbe (Lamium flavidum) - Familie: Lamiaceae
- Goldnessel, Endtmanns (Lamium endtmannii) - Familie: Lamiaceae
- Goldnessel, Gewöhnliche (Lamium galeobdolon) - Familie: Lamiaceae
- Goldnessel, Silber- (Lamium argentatum) - Familie:Lamiaceae
- Goldregen, Gewöhnlicher (Laburnum anagyroides) - Familie: Fabaceae
- Goldrute, Gewöhnliche (Solidago virgaurea) - Familie: Asteraceae
- Goldrute, Grasblättrige (Solidago graminifolia) - Familie: Asteraceae
- Goldrute, Kanadische (Solidago canadensis) - Familie: Asteraceae
- Goldrute, Späte (Solidago gigantea) - Familie: Asteraceae
- Götterbaum (Ailanthus altissima) - Familie: Simaroubaceae
- Grannenhafer, Zweifelhafter (Ventenata dubia) - Familie: Poaceae
- Graslilie, Rispige (Anthericum ramosum) - Familie: Asparagaceae
- Graslilie, Traubige (Anthericum liliago) - Familie: Asparagaceae
- Grasnelke, Gewöhnliche (Armeria maritima) - Familie: Plumbaginaceae
- Grasnelke, Wegerich- (Armeria arenaria) - Familie: Plumbaginaceae
- Grasschwertel, Schmalblättriges (Sisyrinchium bermudiana) - Familie: Iridaceae
- Graukresse (Berteroa incana) - Familie: Brassicaceae
- Grausenf (Hirschfeldia incana) - Familie: Brassicaceae
- Greiskraut, Alpen- (Senecio alpinus) - Familie: Asteraceae
- Greiskraut, Berg- (Senecio subalpinus) - Familie: Asteraceae
- Greiskraut, Eberrauten- (Senecio abrotanifolius) - Familie: Asteraceae
- Greiskraut, Felsen- (Senecio squalidus) - Familie: Asteraceae
- Greiskraut, Fluss- (Senecio sarracenicus) - Familie: Asteraceae
- Greiskraut, Frühlings- (Senecio vernalis) - Familie: Asteraceae
- Greiskraut, Fuchs' (Senecio ovatus) - Familie: Asteraceae
- Greiskraut, Gemswurz- (Senecio doronicum) - Familie:Asteraceae
- Greiskraut, Gewöhnliches (Senecio vulgaris) - Familie: Asteraceae
- Greiskraut, Gewöhnliches Hain- (Senecio hercynicus) - Familie:Asteraceae
- Greiskraut, Gewöhnliches Wasser- (Senecio aquaticus) - Familie:Asteraceae
- Greiskraut, Jacquins Hain- (Senecio germanicus) - Familie:Asteraceae
- Greiskraut, Jakobs- (Senecio jacobaea) - Familie: Asteraceae
- Greiskraut, Klebriges (Senecio viscosus) - Familie: Asteraceae
- Greiskraut, Krainer (Senecio incanus) - Familie:Asteraceae
- Greiskraut, Krauses (Tephroseris crispa) - Familie: Asteraceae
- Greiskraut, Moor- (Tephroseris palustris) - Familie: Asteraceae
- Greiskraut, Raukenblättriges (Senecio erucifolius) - Familie: Asteraceae
- Greiskraut, Schmalblättriges (Senecio inaequidens) - Familie: Asteraceae
- Greiskraut, Schweizer (Tephroseris tenuifolia) - Familie: Asteraceae
- Greiskraut, Spatelblättriges (Tephroseris helenitis) - Familie: Asteraceae
- Greiskraut, Spreizendes Wasser- (Senecio erraticus) - Familie:Asteraceae
- Greiskraut, Steppen- (Tephroseris integrifolia) - Familie: Asteraceae
- Greiskraut, Sumpf- (Senecio paludosus) - Familie: Asteraceae
- Greiskraut, Wald- (Senecio sylvaticus) - Familie: Asteraceae
- Grundnessel, Quirlblättrige (Hydrilla verticillata) - Familie: Hydrocharitaceae
- Grünminze, Bastard- (Mentha × villosonervata (Mentha longifolia × M. spicata)) - Familie:Lamiaceae
- Gundermann (Glechoma hederacea) - Familie:Lamiaceae
- Günsel, Gelber (Ajuga chamaepitys) - Familie: Lamiaceae
- Günsel, Genfer (Ajuga genevensis) - Familie: Lamiaceae
- Günsel, Kriechender (Ajuga reptans) - Familie: Lamiaceae
- Günsel, Pyramiden- (Ajuga pyramidalis) - Familie: Lamiaceae